# Latin Albums
De Latin Albums (voorheen: Top Latin Albums) is een muziekhitlijst die wekelijks gepubliceerd wordt door Billboard. De lijst weergeeft een overzicht van de meestverkochte Spaanstalige studioalbums in de Verenigde Staten. De gegevens zijn gebaseerd op verkoopcijfers die samengesteld zijn door Nielsen SoundScan.
Het eerste nummer 1-album was Mi Tierra van Gloria Estefan, in juli 1993. Dit album stond 58 niet-opeenvolgende weken in de lijst - tot op heden het record. De Mexicaanse zangers Marco Antonio Solís en Luis Miguel houden beide het record van meeste nummer 1-hits; negen.

## Artiesten met de meeste nummer 1-hits
- Marco Antonio Solís (9)
- Luis Miguel (9)
- Los Temerarios (8)
- Enrique Iglesias (7)
- Marc Anthony (7)
- Los Tigres del Norte (7)
- Selena (6)
- Ricky Martin (5)
- Shakira (5)
- Daddy Yankee (5)
- Maná (5)
- Intocable (5)
- Conjunto Primavera (4)
- Grupo Móntez de Durango (4)

## Langste looptijd
| Aantal weken | Artiest             | Album                                  | Jaar    |
| ------------ | ------------------- | -------------------------------------- | ------- |
| 58           | Gloria Estefan      | Mi Tierra                              | 1993–94 |
| 47           | Selena              | Dreaming of You                        | 1995–97 |
| 27           | Luis Miguel         | Segundo Romance                        | 1994-95 |
| 26           | Ricky Martin        | Vuelve                                 | 1998–99 |
| 25           | Daddy Yankee        | Barrio Fino                            | 2004–05 |
| 23           | Aventura            | The Last                               | 2009-10 |
| 20           | Selena              | Amor Prohibido                         | 1994–95 |
| 20           | Christina Aguilera  | Mi Reflejo                             | 2000–01 |
| 17           | Shakira             | Fijación Oral Vol. 1                   | 2005    |
| 15           | Enrique Iglesias    | Vivir                                  | 1997    |
| 14           | Marc Anthony        | Libre                                  | 2001–02 |
| 14           | Daddy Yankee        | Barrio Fino en Directo                 | 2005–06 |
| 13           | Marc Anthony        | Desde Un Principio: From the Beginning | 2000–01 |
| 12           | Alejandro Fernández | Me Estoy Enamorando                    | 1997–98 |
| 12           | Son By Four         | Son By Four                            | 2000    |
| 12           | Shakira             | Sale el Sol                            | 2010-11 |
| 11           | Don Omar            | King of Kings                          | 2006    |
| 11           | Enrique Iglesias    | Euphoria                               | 2010    |
| 11           | Shakira             | ¿Dónde Están los Ladrones?             | 1998–99 |
| 10           | Romeo Santos        | Formula, Vol. 1                        | 2011-12 |
| 10           | Las Ketchup         | Las Ketchup                            | 2002–03 |
| 10           | Enrique Iglesias    | Bailamos Greatest Hits                 | 1999    |
| 10           | Julio Iglesias      | Tango                                  | 1997–98 |
| 10           | Enrique Iglesias    | Enrique Iglesias                       | 1996    |